# Héctor David García Osorio
Héctor David García Osorio (ur. 23 września 1966 w Concepción de María) – honduraski duchowny katolicki, biskup diecezjalny Yoro w latach 2014-2025, biskup diecezjalny Santa Rosa de Copán (nominat). 

## Życiorys
Święcenia kapłańskie otrzymał 8 listopada 1997 i został inkardynowany do diecezji Choluteca. Był m.in. wikariuszem biskupim ds. duszpasterskich, kanclerzem kurii, wikariuszem generalnym, rektorem diecezjalnego niższego seminarium, wicerektorem wyższego seminarium w Tegucigalpie oraz pomocniczym sekretarzem honduraskiej Konferencji Episkopatu.
3 lipca 2014 papież Franciszek mianował go biskupem diecezjalnym Yoro. 20 września 2014 z rąk kardynała Óscara Rodrígueza Maradiagi przyjął sakrę biskupią.
W 2016 został wybrany sekretarzem generalnym Konferencji Episkopatu Hondurasu.
3 lipca 2025 papież Leon XIV przeniósł go na urząd biskupa diecezjalnego Santa Rosa de Copán. 